# Lombardia
«Ломбардія» (італ. Lombardia) — бронепалубний крейсер Королівських ВМС Італії кінця XIX століття типу «Реджіоні».

## Історія створення
Крейсер «Ломбардія» був закладений 19 листопада 1889 року на верфі «Regio Cantiere di Castellammare di Stabia», Кастелламмаре-ді-Стабія. Спущений на воду 12 липня 1890 року, вступив у стрій 16 лютого 1893 року.

## Історія служби
Після вступу у стрій крейсер «Ломбардія» не залучався до активної служби та разом з однотипними «Умбрія» та «Етрурія» перебував у резерві.
У 1896 році «Ломбардія» здійснив плавання до берегів Південної Америки. Коли корабель перебував у Бразилії, в країні спалахнула епідемія жовтої гарячки, яка забрала життя 134 членів екіпажу.
Після повернення до Італії у 1897 році крейсер був зарахований до дивізіону крейсерів. Під час маневрів флоту крейсер був переведений до Першого дивізіону Резервного флоту, який складався з броненосців «Кайо Дуіліо», «Руджеро ді Лаурія» та «Лепанто».
У 1901 році «Ломбардія» разом з крейсером «Марко Поло» вирушив на Далекий Схід, де вони замінили крейсери «Ельба» та «Веттор Пізані».
У 1904 році крейсер ніс службу біля берегів Італійського Сомалі.
Протягом 1906-1908 років корабель був переобладнаний на плавбазу підводних човнів. Він використовувався у такому вигляді під час Італійсько-турецької та Першої світової воєн і не брав участі у бойових діях.
20 липня 1920 року корабель був виключений зі складу флоту і проданий на злам. 